# Les Fils de l'aigle

Les Fils de l’aigle est une série de bande dessinée écrite par Daniel Vaxelaire et dessinée par Michel Faure.

## Synopsis
Les aventures de Morvan d’Andigny, fils d’un marquis guillotiné pendant la Révolution, qui veut venger sa mort.

## Albums
1. La Dent du loup (1985)
2. Les Collets noirs (1986)
3. Les Sables de Denderah (1987)
4. Capucine (1988)
5. Le Camp de Boulogne  (1989)
6. Ma bohème (1993)
7. Sous le soleil d’Austerlitz (1993)
8. Vienne à feu et à cœur (1994)
9. Destinées bataves (1995)
10. Albion côté jardin (1996)
11. La Chasse au loup (1998)

### Résumés
La Dent du loupLe 4 septembre 1793 à Paris, le jeune Morvan d’Andigny fait la queue pour du pain…
Les Collets noirsEn 1798, Morvan d’Andigny après avoir combattu contre les armées italiennes et autrichiennes remonte sur Paris.
Les Sables de DenderahMorvan d’Andigny, devenu lieutenant, seconde le capitaine Picaud lors d’une expédition scientifique dans le désert égyptien vers Dendérah.
CapucineDe retour d’Égypte, Morvan d’Andigny retrouve par hasard à Marseille son ancienne amie Capucine.
Le Camp de BoulogneOctobre 1804 à Paris, le lieutenant Morvan d’Andigny reçoit une lettre de son ami La Giberne lui demandant de venir au plus vite dans le camp de Boulogne.
Ma bohèmeMorvan d’Andigny part en mission en Bohême afin préparer une reconnaissance de cette région en vue de la prochaine campagne.
Sous le soleil d’AusterlitzMorvan d’Andigny reçoit l'ordre de l'empereur Napoléon de partir à la rencontre du maréchal Murat à Vienne.

## Publication

### Éditeurs
- Hachette (collection« Histoire histoires ») : tomes 1 et 2 (première édition des tomes 1 et 2)
- Les Humanoïdes Associés (collection« Eldorado ») : tomes 3 à 5 (première édition des tomes 3 à 5)
- Arboris : tomes 1 à 11 (première édition des tomes 6 à 11)
- Theloma : tomes 1 à 11